# Instabiler Thorax
Beim instabilen Thorax (engl. flail chest) handelt es sich um eine unnormale Beweglichkeit des Brustkorbs infolge einer Verletzung seiner knöchernen Strukturen.

## Verbreitung
Ein instabiler Thorax tritt bei nur 3 % aller Rippenfrakturen auf. Bei solch schweren Verletzungen der Brustwand sind aber meist auch Verletzungen im Inneren der Brust (insbesondere Verletzungen der Lunge) vorhanden, welche den Patienten zusätzlich gefährden. Die Letalität beträgt dadurch beim instabilen Thorax zwischen 20 und 50 %.

## Ursache
Ursache ist meist ein erhebliches Thoraxtrauma. Insbesondere beidseitige Rippenserienfrakturen, Rippenserienfraktur mit Sternumfraktur, sowie Rippenserienstückfrakturen sind mögliche Gründe für einen instabilen Thorax.
Ein instabiler Thorax kann aber auch in Folge einer chirurgischen Entfernung der Brustwand (z. B. im Rahmen einer Tumorresektion) entstehen.

## Krankheitsentstehung
Entsteht bei einem Trauma ein Segment, welches nicht mehr mit den restlichen knöchernen Strukturen der Brustwand verbunden ist, kommt es durch den negativen, intrathorakalen Druck beim Einatmen zu einer Einwärtsbewegung des Segments. In Kombination mit den durch das Trauma verursachten Schmerzen sowie der als Begleitverletzung oft vorliegenden Lungenkontusion kann es dabei zu einer Einschränkung der Atmung und Hypoxämie kommen.

## Klinische Erscheinungen
Symptome sind Schmerzen, eine schnelle, flache und paradoxe Atmung sowie Krepitationen. Je nach Stärke der Atemeinschränkung kann es zu einer Hypoxie mit oder ohne Zyanose kommen.

## Untersuchungsmethoden
Die Diagnose eines instabilen Thorax wird in der Regel aufgrund der typischen klinischen Erscheinung sowie dem Nachweis der Frakturen im Röntgen und/oder CT des Thorax gestellt. Zur Quantifizierung der Atemnot kann eine Pulsoxymetrie und eine arterielle Blutgasanalyse erfolgen.

## Behandlung
Wie bei einfachen Rippenfrakturen erfolgt die Therapie in der Regel konservativ. Zusätzlich zu Sauerstofftherapie und Analgesie wird ein Patient mit instabilem Thorax engmaschig überwacht. Dies damit allfällige Komplikationen möglichst schnell entdeckt und behandelt werden können.
Kommt es zu einer Ateminsuffizienz, kann eine Beatmung während 10–14 Tagen zur inneren Schienung der Fraktur nötig werden. Je nach Schwere der Verletzung ist auch eine operative Sanierung der Brustwand durch Plattenosteosynthese der Rippen zu erwägen.
Bei Kindern erfolgt die Behandlung durch Beatmung mit positiv endexspiratorischem Druck, wodurch es zu einer inneren Schienung kommt. Sehr selten ist eine operative Fixierung nötig.

## Komplikationen
Wird die Atmung des Patienten durch die Thoraxinstabilität maßgeblich eingeschränkt spricht man von einer Dekompensation. Dies kann geschehen wenn der Patient aufgrund der Schmerzen nicht mehr richtig atmet. Zudem ist das Atmen bei einem instabilen Thorax anstrengender, wodurch es zu einer Ermüdung der zur Atemmuskulatur kommt. Auch der direkte Druck des freien Brustkorbssegments auf die Lunge kann die Atmung stark behindern.
Darüber hinaus kann es zu Verletzungen der Brustorgane durch Fraktursplitter kommen. Dabei können ein (Spannungs-)Pneumothorax und/oder einem Hämatothorax entstehen.